# Andrena icterina
Andrena icterina är en biart som beskrevs av Warncke 1974. Andrena icterina ingår i släktet sandbin, och familjen grävbin. Inga underarter finns listade i Catalogue of Life.